# Conservatorio di Stato di Tbilisi
Il Conservatorio di Stato di Tbilisi (in georgiano: თბილისის სახელმწიფო კონსერვატორია, Tbilisis Saxelmc̣ipo Ḳonservaṭoria) è il Conservatorio di Stato della Georgia, situato nella capitale Tbilisi.

## Storia

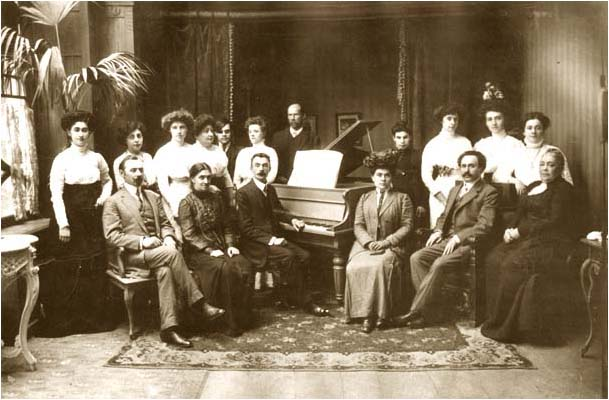
Il personale del conservatorio nel 1910

Il Conservatorio di Tbilisi è stato fondato il 1° maggio 1917. È stato formalmente riconosciuto dalla Società musicale russa come conservatorio in seguito, nello stesso anno. Nel 1921 D. Arakishvili fondò un conservatorio concorrente, ma solo nel 1924 il regime sovietico risolse la situazione a favore della fondazione originaria. Dal 1947 porta il nome del cantante georgiano Ivane Sarajishvili.

Tra i primi insegnanti del Conservatorio c'erano allievi di importanti musicisti come Franz Liszt, Henryk Wieniawski, Antoine François Marmontel, Pëtr Il'ič Čajkovskij e Ignaz Moscheles, nonché Josef e Rosina Lhévinne, che in seguito furono insegnanti fondatori della Juilliard School of Music; musicisti georgiani, ex allievi del Conservatorio di Mosca e del Conservatorio di San Pietroburgo, tra cui Dmitrij Arakišvili e Zacharia Paliashvili, compositori e fondatori della musica georgiana moderna, Wanda Shiukashvili, A. Tulashvili e A. Virsaladze (pianisti); L. Iashvili e L. Shiukashvili (violinisti); D. Andghuladze e A. Inashvili (cantanti); il direttore d'orchestra greco Odysseas Dimitriadis e altri.

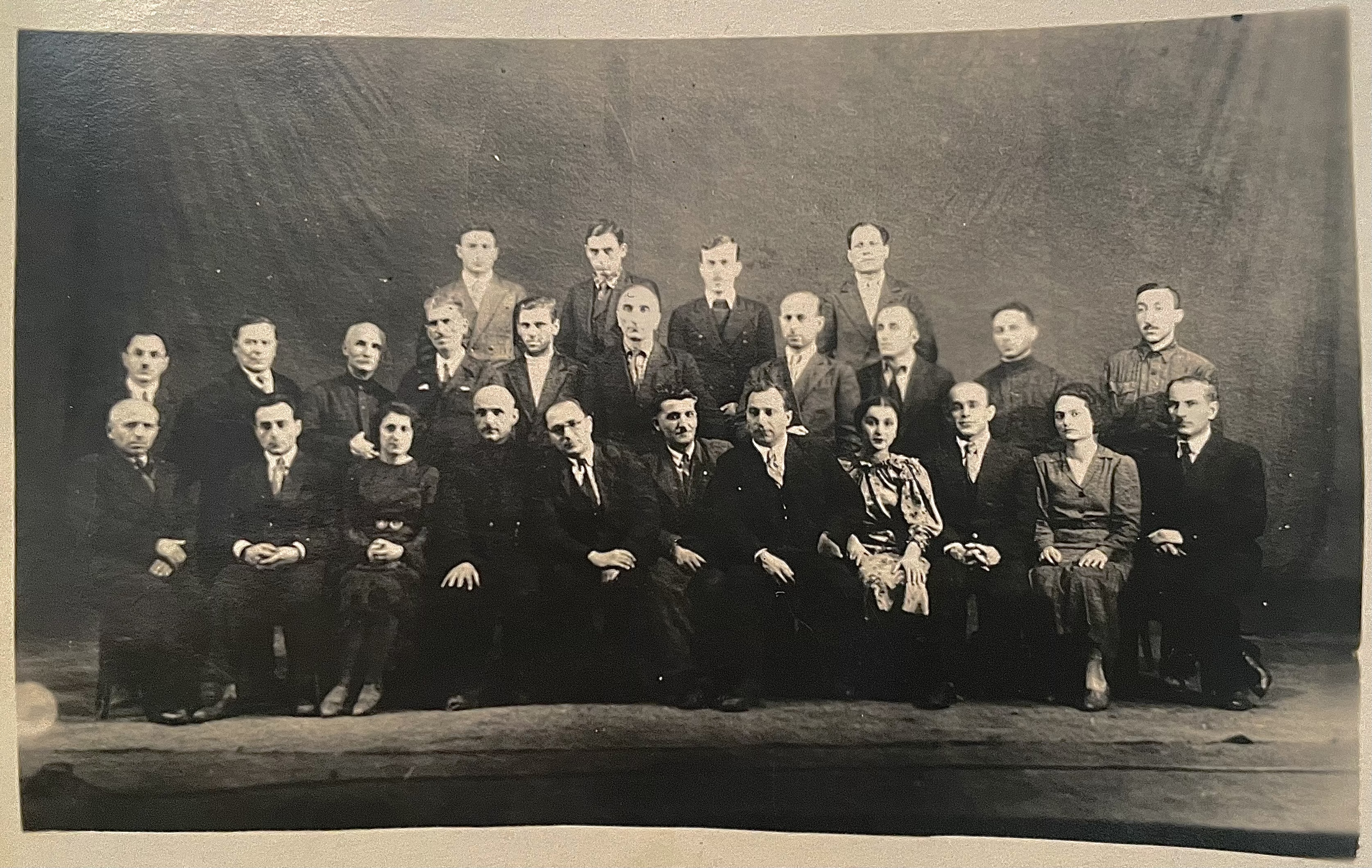
Personale, studenti e musicisti del Conservatorio statale di Tbilisi. Circa 1940.

In tempi diversi il Conservatorio di Stato di Tbilisi è stato diretto da importanti musicisti georgiani e russi, tra cui Nikolai Nikolaev (1917-1918), Nikolaj Čerepnin (1919-1922), Tamara Vakhvakhishvili (1921-1923), Michail Michajlovič Ippolitov-Ivanov (1924-1925), Zakaria Paliashvili (1918-1919;1922-1923;1930-1931), Dimitri Arakishvili (1926-1929), Otar Taktakishvili (1962-1964), Sulkhan Tsintsadze (1965-1984), Nodar Gabunia (1984-2000), Manana Doidjashvili (2000-2012) Reso Kiknadze (2012-2019) e Nana Sharikadze (2019-2023).
Tra i diplomati più importanti del Conservatorio figurano i compositori Giya Kancheli, S. Nasidze e Dagmara Slianova-Mizandari; il direttore d'orchestra Jansug Kakhidze; l'etnomusicologo e musicologo evoluzionista Joseph Jordania; i musicisti Ėliso Virsaladze, Dimitri Bashkirov, Lev Vlassenko, Tamar Gabarashvili, Regina Gurgenyan, Alexander Toradze, Marine Iashvili, Alexander Korsantia, Giorgi Latsabidze, Zurab Andjaparidze, Iano Alibegashvili (Tamari), Lado Ataneli, Tamar Atschba e altri.

## L'edificio
L'edificio originale fu progettato da Aleksander Szymkiewicz e costruito tra il 1901 e il 1905. A differenza della maggior parte degli edifici dello stesso stile costruiti in quel periodo, il grande portale decorato con colonne del conservatorio non è situato al centro. È piuttosto costruito lungo la facciata principale, vicino all'angolo sinistro dell'edificio, in modo da essere rivolto verso l'ingresso principale del Viale Rustaveli.
Lo stile dell'edificio è di natura eclettica. Mentre l'edificio originale a due piani era costruito con elementi rinascimentali e barocchi, l'esterno dell'attuale edificio a quattro piani è neoclassico e un po' meno decorato. L'esterno mostra la statua di Anton Grigor'evič Rubinštejn, il pianista e compositore russo che nel 1891 donò l'intero ricavato di uno dei suoi concerti per l'inaugurazione dell'edificio originale del conservatorio.
L'auditorium principale e quello più piccolo sono i due auditori dell'edificio. Il piccolo è famoso per le pareti riccamente decorate. Quello principale ospita anche un organo della fabbrica Alexander Schuke di Potsdam, in Germania, risalente al 1963.

## Attività
Oggi il corpo docente del conservatorio comprende circa 200 professori. Gli studenti sono circa 400.
Gli eventi culturali che si svolgono al Conservatorio comprendono: forum musicali, concorsi nazionali, simposi internazionali e conferenze scientifiche, master class, concerti da camera e sinfonici e spettacoli operistici degli studenti presso l'Opera Studio del Conservatorio. Tra coloro che si sono esibiti al Conservatorio vi sono Vladimir Horowitz, Egon Petri, Svjatoslav Teofilovič Richter, David Fëdorovič Ojstrach, Ėmil' Grigor'evič Gilel's, Mstislav Leopol'dovič Rostropovič e altri.
Dal 1995 il Conservatorio di Stato si è allineato al sistema educativo europeo di studi a due livelli. Dal 2006 il Conservatorio di Stato di Tbilisi è diventato membro dell'Associazione Europea dei Conservatori. Dal 2005 il Conservatorio ha aderito al Processo di Bologna con il suo sistema internazionale di trasferimento e credito degli studenti.
Il 14 settembre 2022 il Ministero della Cultura, dello Sport e della Gioventù della Georgia ha lanciato un accordo di acquisto pluriennale con l'azienda leader mondiale nella produzione di strumenti musicali Steinway & Sons, in base al quale 78 pianoforti a coda saranno gradualmente trasferiti al Conservatorio di Stato fino al 2025. Le trattative iniziali tra Steinway & Sons e il Ministero della Cultura hanno particolarmente agevolato il compositore e pianista concertista georgiano-americano Giorgi Latsabidze. Dalla fondazione di Steinway & Sons e dalla storia della società, questo contratto è considerato senza precedenti e di grande importanza in Europa, dato che la Georgia ha avuto una scarsità di acquisti per 50 anni